# Київська пектораль (2019)
27-ма церемонія вручення нагород театральної премії «Київська пектораль»

25 березня 2019 року
< 26-та Церемонії вручення 28-ма >
27-ма церемонія вручення нагород премії «Київська пектораль» відбулася 25 березня 2019 року. Премію присуджує Національна Спілка театральних діячів за заслуги в театральному мистецтві у 2018 році. Церемонія відбулася у Києві, в Київському театрі опери і балету для дітей та юнацтва. Номінанти були оголошені 19 березня 2019 року.

## Номінати та переможці
★Переможців виділено окремим кольором.

### Основні номінації
| Категорії                                       | Лауреати та номінанти | Лауреати та номінанти | Лауреати та номінанти |
| ----------------------------------------------- | --- | --- | --- |
| Найкраща драматична вистава                     | ★ «Коріолан» (режисер Дмитро Богомазов, Національний академічний драматичний театр імені Івана Франка)                                       | ★ «Коріолан» (режисер Дмитро Богомазов, Національний академічний драматичний театр імені Івана Франка)                                            | ★ «Коріолан» (режисер Дмитро Богомазов, Національний академічний драматичний театр імені Івана Франка)                                            |
| Найкраща драматична вистава                     | • «Ідіот» (реж. Юрій Одинокий, Національний академічний драматичний театр імені Івана Франка)                                                | | |
| Найкраща драматична вистава                     | • «Кайдашева сім'я» (реж. Ігор Федірко, Київський державний академічний театр ляльок)                                                        | | |
| Найкраща режисерська робота                     | | ★ Дмитро Богомазов — «Коріолан». Національний академічний драматичний театр імені Івана Франка                                                    | ★ Дмитро Богомазов — «Коріолан». Національний академічний драматичний театр імені Івана Франка                                                    |
| Найкраща режисерська робота                     | • Юрій Одинокий — «Ідіот». Національний академічний драматичний театр імені Івана Франка                                                     | | |
| Найкраща режисерська робота                     | • Іван Уривський — «Фрекен Юлія». Київський академічний театр «Золоті Ворота»                                                                | | |
| Найкраща вистава камерної сцени                 | ★ «Війна» (режисер Давид Петросян, Національний академічний драматичний театр імені Івана Франка)                                            | ★ «Війна» (режисер Давид Петросян, Національний академічний драматичний театр імені Івана Франка)                                                 | ★ «Війна» (режисер Давид Петросян, Національний академічний драматичний театр імені Івана Франка)                                                 |
| Найкраща вистава камерної сцени                 | • «Фрекен Юлія» (реж. Іван Уривський, Київський академічний театр «Золоті Ворота»),                                                          | | |
| Найкраща вистава камерної сцени                 | • «Схід-Захід» (реж. Влада Бєлозоренко, Театр «Актор»)                                                                                       | | |
| Найкраща сценографія                            | ★ Микола Данько — «Кайдашева сім'я». Київський академічний театр ляльок                                                                      | ★ Микола Данько — «Кайдашева сім'я». Київський академічний театр ляльок                                                                           | ★ Микола Данько — «Кайдашева сім'я». Київський академічний театр ляльок                                                                           |
| Найкраща сценографія                            | • Петро Богомазов — «Коріолан». Національний академічний драматичний театр імені Івана Франка                                                | | |
| Найкраща сценографія                            | • Сергій Ридванецький — «Маруся Чурай». Київський національний академічний театр оперети                                                     | | |
| Найкраще виконання чоловічої ролі               | | ★ Олександр Печериця — за роль за роль Лева Миколайовича Мишкіна у виставі «Ідіот», Національний академічний драматичний театр імені Івана Франка | ★ Олександр Печериця — за роль за роль Лева Миколайовича Мишкіна у виставі «Ідіот», Національний академічний драматичний театр імені Івана Франка |
| Найкраще виконання чоловічої ролі               | • Дмитро Рибалевський — за роль Кая Марція (Коріолана) у виставі «Коріолан», Національний академічний драматичний театр імені Івана Франка   | | |
| Найкраще виконання чоловічої ролі               | • Дмитро Олійник — за роль Яна у виставі «Фрекен Юлія», Київський академічний театр «Золоті Ворота»                                          | | |
| Найкраще виконання жіночої ролі                 | | ★ Олена Хохлаткіна — за роль Памели у виставі «Дорога Памела», Національний академічний драматичний театр імені Івана Франка                      | ★ Олена Хохлаткіна — за роль Памели у виставі «Дорога Памела», Національний академічний драматичний театр імені Івана Франка                      |
| Найкраще виконання жіночої ролі                 | • Анжеліка Савченко — за роль Настасьї Пилипівни Барашкової у виставі «Ідіот», Національний академічний драматичний театр імені Івана Франка | | |
| Найкраще виконання жіночої ролі                 | • Олеся Жураківська — за роль Матері у виставі «Схід-Захід», Театр «Актор»                                                                   | | |
| Найкраще виконання чоловічої ролі другого плану | | ★ Остап Ступка — за роль Сіцінія Велута у виставі «Коріолан», Національний академічний драматичний театр імені Івана Франка                       | ★ Остап Ступка — за роль Сіцінія Велута у виставі «Коріолан», Національний академічний драматичний театр імені Івана Франка                       |
| Найкраще виконання чоловічої ролі другого плану | • Іван Шаран — за роль Юнія Брута у виставі «Коріолан», Національний академічний драматичний театр імені Івана Франка                        | | |
| Найкраще виконання чоловічої ролі другого плану | • Віталій Ажнов — за роль Кота у виставі «Схід-Захід», Театр «Актор»                                                                         | | |
| Найкраще виконання жіночої ролі другого плану   | | ★ Катерина Рубашкіна — за роль Вчительки у виставі «Дівчина з ведмедиком, або Неповнолітня…», Київський академічний драматичний театр на Подолі   | ★ Катерина Рубашкіна — за роль Вчительки у виставі «Дівчина з ведмедиком, або Неповнолітня…», Київський академічний драматичний театр на Подолі   |
| Найкраще виконання жіночої ролі другого плану   | • Наталія Сумська — за роль Волумнії (матері Коріолана) у виставі «Коріолан», Національний академічний драматичний театр імені Івана Франка  | | |
| Найкраще виконання жіночої ролі другого плану   | • Яна Татарова — за роль Годельї у виставі «Скрипаль на даху», Київський національний академічний театр оперети                              | | |
| Найкращий режисерський дебют                    | | ★ Марія Лук'янова — «Валентинів день». Український малий драматичний театр                                                                        | ★ Марія Лук'янова — «Валентинів день». Український малий драматичний театр                                                                        |
| Найкращий режисерський дебют                    | • Анастасія Вервейко — «Людвіг XIV», Київський академічний театр юного глядача на Липках                                                     | | |
| Найкращий режисерський дебют                    | • Олександр Жила — «7 розгніваних джентльменів», Театр «Актор»                                                                               | | |
| Найкращий акторський дебют                      | | ★ Вероніка Шостак — за роль Валентини у виставі «Валентинів день», Український малий драматичний театр                                            | ★ Вероніка Шостак — за роль Валентини у виставі «Валентинів день», Український малий драматичний театр                                            |
| Найкращий акторський дебют                      | • Станіслав Весельський — за роль Дракона у виставі «Місце для дракона», Український малий драматичний театр                                 | | |
| Найкращий акторський дебют                      | • Ігор Качур — за роль Дмитра у виставі «Патріс», Театр «Актор»                                                                              | | |
| Найкраща музична вистава                        | ★ «Скрипаль на даху» (режисер Богдан Струтинський, Київський національний академічний театр оперети)                                         | ★ «Скрипаль на даху» (режисер Богдан Струтинський, Київський національний академічний театр оперети)                                              | ★ «Скрипаль на даху» (режисер Богдан Струтинський, Київський національний академічний театр оперети)                                              |
| Найкраща музична вистава                        | • «Історії у стилі танго» (постановник Артем Шошин, Київський муніципальний академічний театр опери та балету для дітей та юнацтва)          | | |
| Найкраща музична вистава                        | • «Маруся Чурай» (режисер Сергій Павлюк, Київський національний академічний театр оперети)                                                   | | |
| Найкраще пластичне пластичне вирішення вистави  | ★ Павло Івлюшкін у виставі «Фрекен Юлія», Київський академічний театр «Золоті Ворота»                                                        | ★ Павло Івлюшкін у виставі «Фрекен Юлія», Київський академічний театр «Золоті Ворота»                                                             | ★ Павло Івлюшкін у виставі «Фрекен Юлія», Київський академічний театр «Золоті Ворота»                                                             |
| Найкраще пластичне пластичне вирішення вистави  | • Ольга Семьошкіна у виставі «Ідіот», Національний академічний драматичний театр імені Івана Франка                                          | | |
| Найкраще пластичне пластичне вирішення вистави  | • Тетяна Чичук у виставі «Кайдашева сім’я», Київський державний академічний театр ляльок                                                     | | |
| Найкраща музична концепція вистави              | ★ Юліана Хоменко та Марія Кучма (композитор) у виставі «Людвіг XIV», Київський академічний театр юного глядача на Липках                     | ★ Юліана Хоменко та Марія Кучма (композитор) у виставі «Людвіг XIV», Київський академічний театр юного глядача на Липках                          | ★ Юліана Хоменко та Марія Кучма (композитор) у виставі «Людвіг XIV», Київський академічний театр юного глядача на Липках                          |
| Найкраща музична концепція вистави              | • Олександр Кохановський (композитор) у виставі «Кораліон», Національний академічний драматичний театр ім. Івана Франка                      | | |
| Найкраща музична концепція вистави              | • Денис Мартинову виставі «Бог Різанини», Новий драматичний театр на Печерську                                                               | | |

## Нагороди від Організаційного комітету
- Премію «За вагомий внесок у розвиток театрального мистецтва»  присудили Ларисі Кадировій[3].
- Премією «Подія року» нагородили Богдана Струтинського (за потужну активізацію діяльності Національної спілки театральних діячів України).
- «Спеціальну премію» було вручено за започаткування свята відкриття театрального сезону «Дефіле театрального костюму» вручається керівникам київських театрів:

Національний академічний драматичний театр ім. Івана Франка,
Національний академічний театр російської драми ім. Лесі Українки,
Київський академічний театр юного глядача на Липках,
Київський  академічний театр драми і комедії на лівому березі Дніпра,
Київський академічний Молодий театр,
Київський академічний театр «Колесо»,
Київська академічна майстерня театрального мистецтва  «Сузір’я»,
Київський національний академічний театр оперети,
Київський муніципальний академічний театр опери і балету для дітей та юнацтва,
Київський муніципальний академічний театр ляльок на лівому березі Дніпра,
Київський академічний театр ляльок,
Київський камерний театр-студія «Дивний замок», 
Театр української традиції «Дзеркало» Публічній бібліотеці ім. Лесі Українки для дорослих м. Києва.
- У номінації «Кращий народний театр» переміг Народний театр-студія «Данко» Центру художньої студентської творчості Відкритого університету розвитку людини «Україна» Святошинського району міста Києва (художній керівник-режисер Андрій Лелюх) – за виставу «Мавка».